# 2120 Tyumenia
2120 Tyumenia este un asteroid din centura principală, descoperit pe 9 septembrie 1967 de Tamara Smirnova.